# Bartłomiej Jaszka
Bartłomiej Jaszka (ur. 16 czerwca 1983 w Ostrowie Wielkopolskim) – polski piłkarz ręczny, środkowy rozgrywający, od lipca 2020 trener MMTS Kwidzyn.

## Kariera sportowa
Wychowanek Ostrovii Ostrów Wielkopolski. W latach 2003–2007 był zawodnikiem Zagłębia Lubin, z którym w sezonie 2006/2007 wywalczył mistrzostwo Polski – w ostatnim meczu finałowym z Wisłą Płock (42:40; 19 maja 2007) zdobył siedem goli, w tym jednego rzutem z kilkunastu metrów w ostatniej akcji pierwszej dogrywki, doprowadzając tym samym do drugiej dogrywki. W sezonie 2007/2008 w barwach Zagłębia występował w Lidze Mistrzów, rzucając w niej 24 bramki.
Pod koniec 2007 przeszedł do Füchse Berlin. W 2014 zdobył z nim Puchar Niemiec – w wygranym meczu finałowym z SG Flensburg-Handewitt (22:21) rzucił dwie bramki. W 2015 wraz ze swoim klubem wygrał rozgrywki Pucharu EHF (w fazie grupowej rzucił jednego gola; w Final Four nie wystąpił). W barwach berlińskiej drużyny występował również w Lidze Mistrzów – w sezonach 2011/2012 i 2012/2013 zdobył w tych rozgrywkach 93 bramki.
W 2016 został grającym trenerem MKS-u Kalisz. W sezonie 2016/2017 rozegrał w jego barwach 22 mecze i zdobył 68 bramek. Prowadzona przez niego drużyna zajęła w I lidze 1. miejsce. W lipcu 2017 został grającym trenerem Zagłębia Lubin. W sezonie 2017/2018, w którym rozegrał sześć spotkań i rzucił dziewięć bramek, doprowadził lubiński zespół do 9. miejsca w tabeli zbiorczej Superligi. W sezonie 2018/2019, w którym rozegrał 22 mecze i zdobył 33 gole, utrzymał Zagłębie Lubin w Superlidze (4. miejsce w sześciozespołowej fazie spadkowej).
W grudniu 2018 został trenerem reprezentacji Polski juniorów.
W reprezentacji Polski zadebiutował 12 kwietnia 2006 w wygranym spotkaniu z Rumunią (24:23). Uczestniczył w czterech finałach mistrzostw Europy (2008, 2010, 2012, 2014). Podczas igrzysk olimpijskich w Pekinie (2008) zdobył 12 bramek, w tym jedną w wygranym meczu o 5. miejsce z Rosją (29:28). Brał udział w trzech turniejach finałowych mistrzostw świata: 2009, 2011 i 2013. Największy sukces osiągnął w 2009 na turnieju w Chorwacji, w którym Polska zdobyła brązowy medal, a on zagrał w dziewięciu meczach, rzucając siedem bramek. W latach 2006–2014 rozegrał w kadrze 152 mecze, w których zdobył 265 goli.

## Kariera Trenerska
Od lipca 2020 został trenerem MMTS Kwidzyn. Jednak z końcem czerwca 2021 pożegnał się z funkcją szkoleniowca tego zespołu. Za jego kadencji drużyna zajęła 10. miejsce w PGNiG Superliga Mężczyzn. Jego następcą został Zbigniew Markuszewski

## Sukcesy
Zagłębie Lubin
- Mistrzostwo Polski: 2006/2007

Füchse Berlin
- Puchar Niemiec: 2013/2014
- Puchar EHF: 2014/2015

Reprezentacja Polski
- 3. miejsce w mistrzostwach świata: 2009